# West Burra
West Burra è una delle isole Scalloway, un sottogruppo delle isole Shetland in Scozia. È collegata tramite un ponte a East Burra e con un'area di 743 ettari risulta l'undicesima isola maggiore delle Shetland.

## Geografia
La vicina spiaggia sabbiosa che affaccia verso sud a Meal è solitamente un luogo molto frequentato nei giorni caldi. Al margine meridionale di West Burra si trova Kettla Ness, con il suo imponente panorama delle scogliere. L'isola è collegata a Mainland con un tombolo di ciottoli e sabbia, che viene anch'esso utilizzato dai villeggianti. A Duncanslclett, è stato recentemente ristrutturato un tradizionale cottage di paglia che viene utilizzato dai gruppi storici locali;l'edificio è stato mostrato nella serie televisiva della BBC "Restoration".
West Burra è collegata a Mainland tramite Trondra con una serie di ponti.

### Insediamento
Hamnavoe (un nome estremamente comune nelle Shetland) è il centro principale; vi è anche Bridge End, così chiamato perché si trova presso il ponte per East Burra.

## Storia

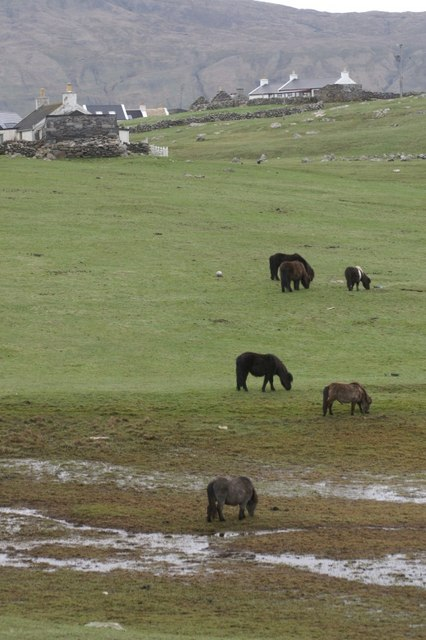
Pony delle Shetland presso Papil

Collins Encyclopedia of Scotland suggerisce che il nome "Burra" provenga dalla variazione di "Borgarey" (isola del broch), e anche se questo fatto è improbabile dato che non esiste alcun broch, il nome del luogo Brough su West Burra tende a sostenere questa tesi. Tuttavia, il nome utilizzato nella Saga degli uomini delle Orcadi (Orkneyinga saga) è "Barrey".
Il nome Papil nel sud di West Burra è un riferimento norreno ai papar (monaci irlandesi); questo nome si trova nella forma Papyli in diversi nomi di luoghi in Islanda. Tuttavia non è solamente l'etimologia di Papil che suggerisce il sito di un'antica chiesa: le conferme provengono anche dalla forma della "Pietra del Monaco", che fu interrata a Papil e che oggi si trova nello Shetland Museum.
Il principale villaggio di Hamnavoe nel nord di West Burra ha una caratteristica unica tra i villaggi delle Shetland, quella di essere stato progettato e costruito dai fattori della tenuta, nello stesso modo in cui molti villaggio furono creati a partire dalle terre padronali in Scozia. Un'altra situazione simile, anche se in scala più grande, è Ullapool, creata dalla British Fisheries Society. La forma originaria del progetto è ancora chiaramente visibile, nonostante gli sviluppi successivi. Hamnavoe fu un tempo un importante centro della pesca; attualmente nessuna delle grandi barche da pesca delle Shetland vi passa più, ma si vedono spesso imbarcazioni più piccole. Anche se i pescatori a tempo pieno vivono ancora nell'area, la tradizione della pesca è oggi più evidente nell'itticoltura: intorno a Burra vi sono diversi allevamenti di mitili e salmone.